# 大诸桥
大诸桥为位于中国浙江省杭州市西湖区转塘街道大诸桥村南、大诸桥公园内的一座单孔石拱桥，南北向跨沿山浦，古称朱桥（传因宋末元初隐士朱清早年曾担柴于桥边换米度日故名）、上朱桥（为区别于又名朱桥的南星桥）、万年桥等。该桥始建年代不详，宋代咸淳志及元代方回、钱惟善等已有相关记载，万历十六年（1588）重建，今桥长28米，宽6米。